# Liste des préfets du Bas-Rhin

Logo du préfet de la région Grand Est

La liste des préfets du département du Bas-Rhin est établie depuis la création de la fonction de préfet en 1800. Le siège de la préfecture est à Strasbourg.
Le préfet  du Bas-Rhin est aussi le préfet de la région Alsace devenu la région Grand Est depuis le 1er janvier 2016.

## Consulat et Premier Empire (An VIII- 1814)
| Période           | Période         | Identité                    | Fonction précédente                   | Observation                 |
| ----------------- | --------------- | --------------------------- | ------------------------------------- | --------------------------- |
| 2 mars 1800       | septembre 1802  | Jean-Charles-Joseph Laumond | commissaire civil de l’armée d'Italie | nommé préfet de la Roer     |
| 26 septembre 1802 | 12 février 1810 | Henri Shée de Lignières     | préfet du Mont-Tonnerre               | nommé au Sénat conservateur |
| 12 février 1810   | 9 août 1814     | Adrien de Lezay-Marnésia    | préfet de Rhin-et-Moselle             |                             |

## Première Restauration (1814-1815)
| Période         | Période      | Identité                          | Fonction précédente | Observation |
| --------------- | ------------ | --------------------------------- | ------------------- | ----------- |
| 13 octobre 1814 | 23 mars 1815 | Joseph François René de Kergariou |                     |             |

## Cent-Jours (1815-1815)
| Période      | Période     | Identité           | Fonction précédente                                        | Observation                                    |
| ------------ | ----------- | ------------------ | ---------------------------------------------------------- | ---------------------------------------------- |
| 23 mars 1815 | 3 août 1815 | Jean Antoine Debry | préfet du Doubs, suspendu lors de la Première Restauration | démis et exilé lors de la Seconde Restauration |

## Seconde Restauration (1815-1830)
| Période         | Période        | Identité                                     | Fonction précédente                                             | Observation                                                                                            |
| --------------- | -------------- | -------------------------------------------- | --------------------------------------------------------------- | --- |
| 4 août 1815     | 11 août 1815   | Antoine Augustin Engelmann                   |                                                                 | conseiller de préfecture (préfet par intérim)                                                          |
| 12 août 1815    | 9 février 1819 | marquis de Bouthillier-Chavigny              | préfet de la Meurthe                                            | député de Seine-et-Oise                                                                                |
| 24 février 1819 | juillet 1820   | Joseph-Léonard Decazes, vicomte              | auditeur au Conseil d'État                                      | nommé préfet du Tarn                                                                                   |
| 19 juillet 1820 | mars 1822      | Louis Antoine Victor Malouet, baron d’Empire | préfet de la Seine-Inférieure (4 jours) préfet du Pas-de-Calais | |
| 23 mars 1822    | avril 1824     | Louis de Vaulchier du Deschaux, marquis      | préfet de Saône-et-Loire                                        | également député du Jura, nommé directeur des douanes                                                  |
| 7 avril 1824    | 30 août 1830   | Claude Florimond Esmangart                   | Préfet de la Manche                                             | Nommé le 3 mars 1828 préfet de la Seine-Maritime, non acceptant. Remplacé en 1830, passe à la retraite |
| 3 mars 1828     | mars 1828      | Géraud du Murat                              | Conseiller d'État                                               | (non installé). Nommé préfet de la Seine-Maritime                                                      |

## Monarchie de Juillet (1830-1848)
| Période           | Période         | Identité                      | Fonction précédente | Observation                                |
| ----------------- | --------------- | ----------------------------- | ------------------- | ------------------------------------------ |
| 30 août 1830      | septembre 1831  | Claude de Champlouis          | préfet des Vosges   | député des Vosges, nommé conseiller d'État |
| 30 septembre 1831 | juillet 1837    | Augustin Choppin d'Arnouville |                     |                                            |
| 23 juillet 1837   | 26 février 1848 | Louis Sers, comte             |                     |                                            |

## Deuxième République (1848-1851)
| Période           | Période          | Identité             | Fonction précédente | Observation                                          |
| ----------------- | ---------------- | -------------------- | ------------------- | ---------------------------------------------------- |
| 29 février 1848   | 23 avril 1848    | Louis Liechtenberger |                     | Commissaire de la République                         |
| 15 avril 1848     |                  | Napoléon Fanjat      |                     | Commissaire général pour le Bas-Rhin et le Haut-Rhin |
| 4 mai 1848        | 4 septembre 1848 | Édouard Eissen       |                     | médecin libéral, préfet intérimaire                  |
| 10 septembre 1848 | juin 1849        | Charles Renauldon    |                     |                                                      |
| 28 juin 1849      | mai 1850         | Adolphe de Chanal    | préfet du Gard      | nommé préfet de l'Ain                                |
| 11 mai 1850       | avril 1855       | Auguste-César West   | préfet du Haut-Rhin | nommé préfet de la Haute-Garonne                     |

## Second Empire (1851-1870)
| Période         | Période           | Identité            | Fonction précédente        | Observation |
| --------------- | ----------------- | ------------------- | -------------------------- | ----------- |
| 13 avril 1855   | octobre 1865      | Stanislas Migneret  | Préfet de la Haute-Garonne |             |
| 4 novembre 1865 | 12 septembre 1870 | Auguste Pron, baron |                            |             |

## Troisième République (1870-1940)
| Période          | Période           | Identité              | Fonction précédente | Observation                            |
| ---------------- | ----------------- | --------------------- | ------------------- | -------------------------------------- |
| 5 septembre 1870 | 28 septembre 1870 | Marie Edmond Valentin |                     |                                        |
|                  |                   | Maurice Engelhard     |                     | préfet intérimaire : mi-septembre 1870 |

## Période allemande de 1871 à 1918
À la suite du traité préliminaire de paix du 26 février 1871, suivi du traité de Francfort du 10 mai 1871, mettant fin à la guerre franco-allemande de 1870-1871 le département du Bas-Rhin est cédé à l'Allemagne jusqu'à la fin de la Première Guerre mondiale.
Le président du district de Basse-Alsace est alors dénommé "Bezirkpräsident".
| Période       | Période   | Identité                        | Fonction précédente              | Observation |
| ------------- | --------- | ------------------------------- | -------------------------------- | --- |
| décembre 1870 | août 1871 | Friedrich von Luxburg           |                                  | |
| 1871          | 1875      | Adolph Ernst von Ernsthausen    |                                  | |
| 1875          | 1879      | Carl Heinrich Ludwig Ledderhose |                                  | |
| 1879          | 1885      | Otto Back                       |                                  | |
| 1885          | 1889      | Joseph von Stichaner            | Kreisdirektor (de) à Wissembourg | |
| 1889          | 1897      | Julius von Freyberg-Eisenberg   |                                  | |
| 1897          | 1907      | Alexander Halm                  |                                  | |
| 1907          | 1918      | Otto Pöhlmann                   |                                  | Il manque Ferdinand Freudenfeld (1910-1912) et M. Killinger (1913). source : page de Ferdinand Freudenfeld sur archiwiki. |

## Troisième République (1918-1940)
| Période          | Période | Identité                  | Fonction précédente          | Observation                       |
| ---------------- | ------- | ------------------------- | ---------------------------- | --------------------------------- |
| 9 avril 1919     |         | Henri Juillard            |                              |                                   |
| 27 décembre 1920 |         | Maurice Aliez             |                              |                                   |
| 26 mars 1922     |         | Henri Borromée            |                              |                                   |
| 2 mai 1930       |         | Pierre-René Roland-Marcel |                              |                                   |
| 30 mars 1935     |         | Chevallier (non installé) |                              |                                   |
| 31 mars 1935     |         | Émile Roblot              | préfet de Meurthe-et-Moselle | nommé ministre d'État de Monaco   |
| 11 août 1937     | 1940    | André Viguié              |                              | nommé préfet des Bouches-du-Rhône |

## Régime de Vichy sous l'Occupation (1940-1944)
| Période | Période | Identité | Fonction précédente | Observation |
| ------- | ------- | -------- | ------------------- | ----------- |
|         |         |          |                     |             |

## République du Gouvernement provisoire de la République française et de la Quatrième République (1944-1958)
| Période            | Période    | Identité                | Fonction précédente | Observation |
| ------------------ | ---------- | ----------------------- | ------------------- | ----------- |
| 23 novembre 1944   | 8 mai 1945 | Gaston Haelling         |                     |             |
| 26 mai 1945        |            | Bernard Cornut-Gentille |                     |             |
| 1er septembre 1947 |            | René Paira              |                     |             |
| 16 octobre 1951    |            | Paul Demange            |                     |             |
| 21 janvier 1956    |            | André-Marie Trémeaud    |                     |             |
| 2 juillet 1957     |            | Maurice Cuttoli         |                     |             |

## Cinquième République (Depuis 1958)
| Période                                      | Période           | Identité             | Fonction précédente                                 | Observation                                    |
| -------------------------------------------- | ----------------- | -------------------- | --------------------------------------------------- | ---------------------------------------------- |
| 1er août 1967                                |                   | Jean Verdier         |                                                     |                                                |
| 28 octobre 1971                              |                   | Jean Sicurani        |                                                     |                                                |
| 1er février 1976                             |                   | Louis Verger         |                                                     |                                                |
| 30 mai 1978                                  |                   | Jacques Chartron     |                                                     |                                                |
| 10 juin 1981                                 |                   | Pierre Rouvière      |                                                     |                                                |
| 2 août 1984                                  |                   | Christian Dablanc    |                                                     |                                                |
| 14 août 1986                                 | 1989              | Mahdi Hacène         | Préfet du Haut-Rhin                                 |                                                |
| 13 septembre 1989                            | 14 juin 1995      | Jacques Barel        |                                                     |                                                |
| 30 novembre 1992                             | octobre 1996      | Jean-Pierre Delpont  |                                                     |                                                |
| 2 octobre 1996 (décret du 16 septembre 1996) | 16 décembre 1998  | Patrice Magnier      |                                                     |                                                |
| 25 janvier 1999 (décret du 16 décembre 1998) | mai 2002          | Philippe Marland     |                                                     |                                                |
| 8 juillet 2002 (décret du 25 juin 2002)      | août 2005         | Michel Thénault      |                                                     |                                                |
| 1er août 2005 (décret du 30 juin 2005)       | mai 2007          | Jean-Paul Faugère    |                                                     |                                                |
| 9 juillet 2007 (décret du 21 juin 2007)      | avril 2009        | Jean-Marc Rebière    |                                                     |                                                |
| 6 avril 2009 (décret du 19 mars 2009)        | octobre 2012      | Pierre-Étienne Bisch |                                                     |                                                |
| 19 novembre 2012                             | juillet 2015      | Stéphane Bouillon    |                                                     |                                                |
| 15 juillet 2015                              | 19 mai 2017       | Stéphane Fratacci    | préfet du Doubs                                     |                                                |
| 22 juin 2017                                 | 15 janvier 2020   | Jean-Luc Marx        | préfet de Seine-et-Marne                            | Admis à faire valoir ses droits à la retraite  |
| 15 janvier 2020                              | 30 septembre 2024 | Josiane Chevalier    | Préfète de la région Corse, préfète de Corse-du-Sud | admise à faire valoir ses droits à la retraite |
| 10 octobre 2024,                             | En cours          | Jacques Witkowski    | préfet de la Seine-Saint-Denis                      |                                                |